# Von Graben
Von Graben (von Graben von (zum) Stein, vom Graben, Grabner, Grabner zu Rosenburg, Graben zu Sommeregg, Graben zu Kornberg, Thal, de Valle) foi uma família difundida da nobreza austríaca que era de origem dinástica.

## Cronologia

### Origens, linhas e ancestrais

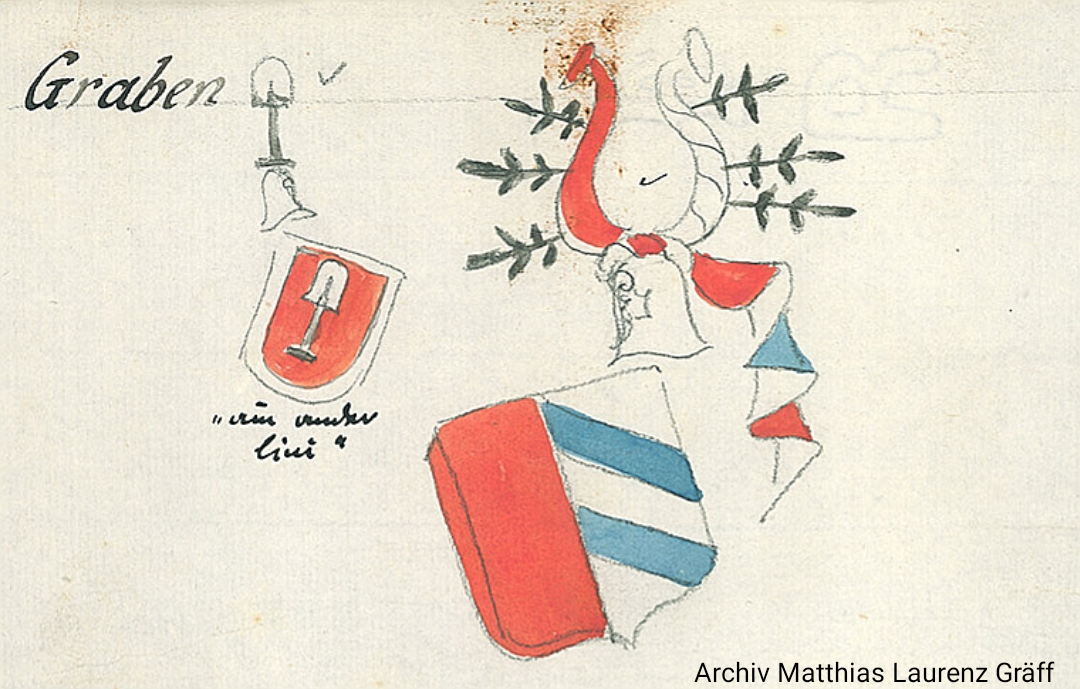
Variantes do brasão dos senhores de Graben (anteriormente arquivo italiano; Coleção Matthias Laurenz Gräff, Áustria)

Os Senhores de Graben da Casa de Meinhardiner (Condes de Gorizia, Tirol, Duques da Caríntia) foram mencionados pela primeira vez em Carniola em 1170 e morreram na linha masculina em 1781. Os senhores da família de Graben incluem a antiga família austríaca Orsini-Rosenberg, que ainda existe hoje, e de acordo com fontes também a família (De) Graeff, que está baseada principalmente na Holanda. Wolfgang von Graben († 1521) da linha Styrian Kornberg é considerado o ancestral de Graeff. O brasão de armas dos Lordes de Graben também foi adotado pelos Condes Imperiais Jörger von Tollet († 1772), Stadel-Kornberg († 1882) e Leublfing zu R(h)ain († 1893 e 1985), que vieram do linha feminina e os Barões Rain zu Sommeregg († por volta de 1600).
Uma lista detalhada de linhas e filiais:

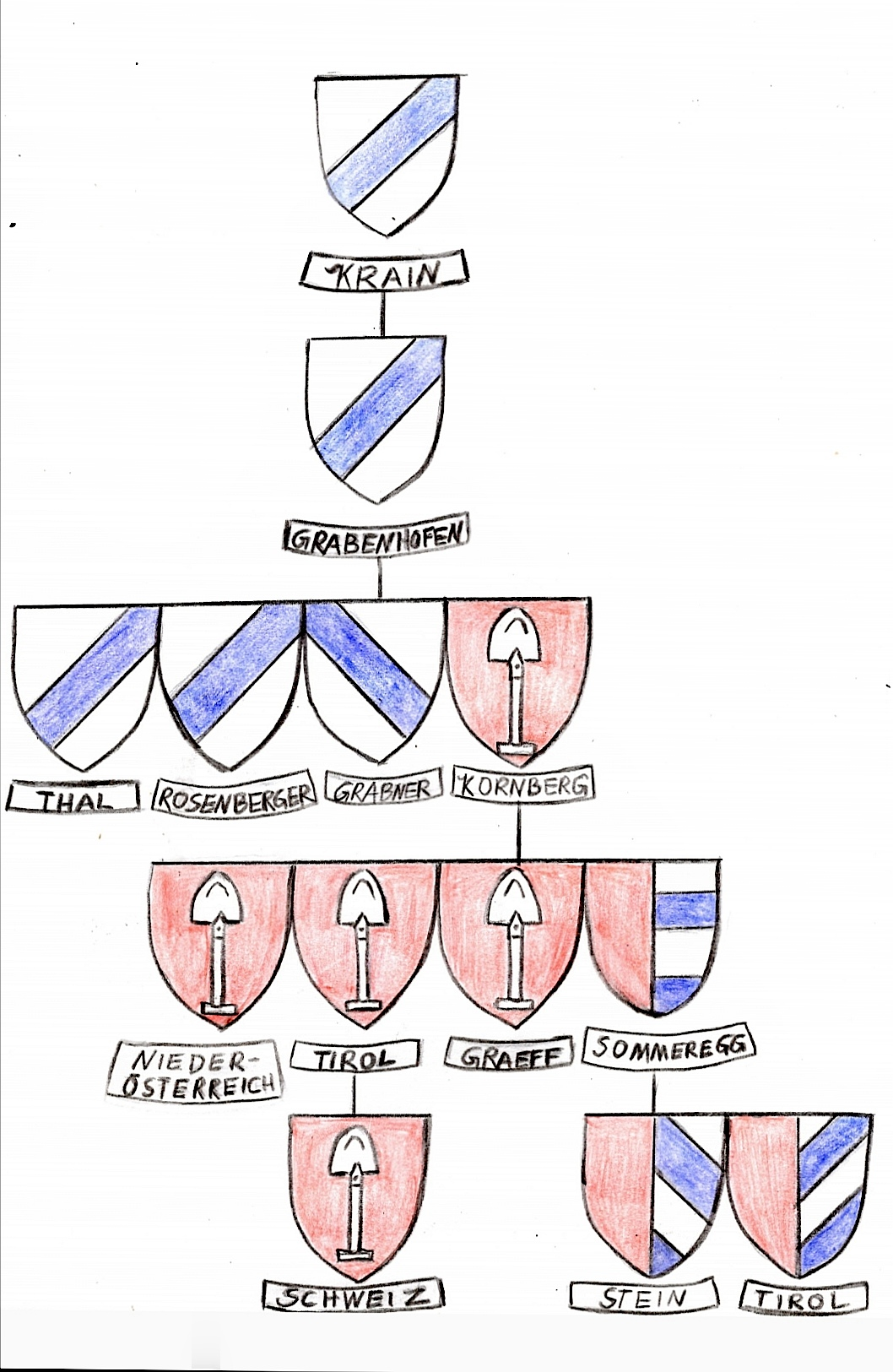
Árvore genealógica heráldica dos Graben e seus descendentes

1. (Principal) Condes de Gorizia, Meinhardin
  1. Linhas Am Graben (Carniola), antes de 1170-século XIII
    1. Am Graben Lines, Grabenhofen (Graz, Estíria), antes de 1259-1468
      1. Filial em Thal, início do século 14, após 1341
      2. Linhas de Rosenberger (mais tarde Casa Orsini-Rosenberg), após 1322
      3. Grabner zu Rosenburg Lines (segundas linhas na Baixa Áustria), antes de 1314 até meados do século XVII
      4. Linhas Kornberg (Estíria), antes de 1325-1564
        1. Linhas de frente na Baixa Áustria, 1324-1421
        2. Primeiro ramo tirolês, segunda metade do século XV - depois de 1519
          1. Filial suíça, desconhecida

        3. Graeff / De Graeff família (Holanda), por volta de 1484
        4. Linhas Sommeregg (Caríntia), antes de 1436 - início do século XVII
          1. Linhas Am Stein (Caríntia), 1500-1664 na linha masculina
          2. Segundas linhas tirolesas, início do século XVI-1776/81

### Feudalismo, política

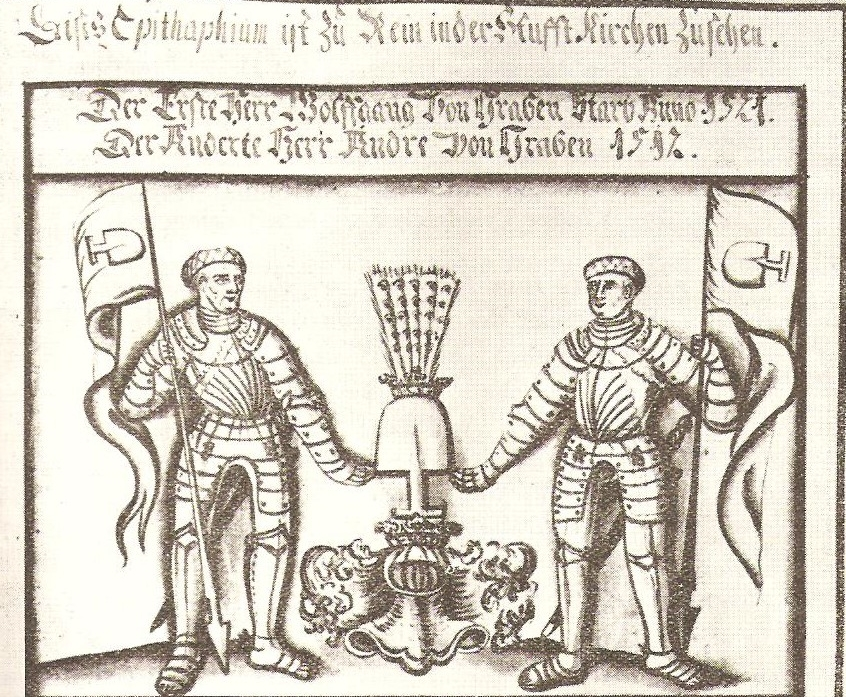
Wolfgang von Graben († 1521) e Andree von Graben († 1521), Senhores de Kornberg, Burgraves (Viscondes) de Saldenhofen, linha Kornberg

Os condes tinham extensas posses, feudos e influência na Caríntia, Estíria, Baixa Áustria, Gorizia, Salzburgo, Tirol e Tirol do Sul, bem como na Francônia e na Suíça. Como resultado, a família foi dividida em várias linhas e ramos. As mais importantes foram a linha Kornberger na Estíria, a linha Grabner zu Rosenburg na Baixa Áustria e a linha Sommeregger na Caríntia. Estas três linhas atingiram o seu apogeu político nos séculos XV e XVI, quando foram governadores provinciais, administradores, senhores feudais, oficiais, capitães e conselheiros dos Habsburgos, Condes de Celje e Meinhardiner. Entre 1456 e 1564, a linha Kornberg possuía os bens importantes de Marburg (Maribor), Obermarburg, o distrito de Marburg an der Drau e o "Castelo de Marburg". A linhagem da Baixa Áustria dos Grabners de Rosenburg possuía extensas propriedades em Rosenburg e Pottenbrunn, bem como na Morávia e estavam entre os portadores do protestantismo durante a Reforma na Baixa Áustria. Nos séculos XVI e XVII, os Grabner estavam entre as famílias mais ricas e respeitadas da Áustria, e entre as famílias nobres protestantes mais importantes do país. A linha Sommeregg, que descende da linha Kornberg, também foi ativa como Burggraves (Visconde) e senhores de Sommeregg na Caríntia entre 1442 e 1536 e foi considerada a família mais importante do Meinhardinerenhof em Gorizia (Lienz) no final do século XV e início do século XVI. A partir desta linha, Virgil von Graben († 1507) deve ser mencionado. Ele desempenhou um importante papel diplomático sob os Condes de Gorizia e os Imperadores Habsburgos, também porque ele passou o Principado de Gorizia para os Habsburgos após a morte dos Meinhardins.
A linha Zum Stein na Caríntia (extinta em 1664) e a linha no Tirol (extinta em 1781, o mais tardar) vêm da linha Sommeregger. Estas linhas continuaram a existir por mais de 250 anos sem ganhar a mesma influência que as três linhas principais.

## Literatura
- Hermann Wiesflecker: Die Grafschaft Görz und die Herrschaft Lienz, ihre Entwicklung und ihr Erbfall an Österreich (1500). In: Veröffentlichungen des Tiroler Landesmuseums Ferdinandeu, 78/1998, Innsbruck 1998, S. 131–149 (Online: PDF).
- Adalbert Sikora: Die Herren vom Graben in Zeitschrift des historischen Vereines für Steiermark. 51. Jahrgang, Graz 1960.
- Rudolf Granichstaedten-Czerva: Brixen – Reichsfürstentum und Hofstaat. Österr. Staatsdruckerei, 1948, 438 Seiten.
- Joseph August Kumar: In: Mahlerische Streifzüge in den Umgebungen der Hauptstadt Grätz. Mit besonderer Rücksicht für die vaterländische Geschichte. Kapitel XIII: Rosenberg und Graben, Graz 1815, S. 265–300 (Online: Google books).
- Johann Weichard Freiherr von Valvasor: Die Ehre dess Hertzogthums Crain: das ist, Wahre, gründliche, und recht eigendliche Belegen- und Beschaffenheit dieses Römisch-Keyserlichen herrlichen Erblandes. Laybach (Ljubljana) 1689.

## Ligações Externa
- Von Graben Forschung alemão